# 1599
Portal Geschichte | Portal Biografien | Aktuelle Ereignisse | Jahreskalender | Tagesartikel

◄ |
15. Jahrhundert |
16. Jahrhundert
| 17. Jahrhundert | ►

◄ |
1560er |
1570er |
1580er |
1590er
| 1600er | 1610er | 1620er | ►

◄◄ |
◄ |
1595 |
1596 |
1597 |
1598 |
1599
| 1600 | 1601 | 1602 | 1603 | ► | ►►
Staatsoberhäupter  · Nekrolog   · Musikjahr
| Januar | Januar | Januar | Januar | Januar | Januar | Januar | Januar |
| Kw     | Mo     | Di     | Mi     | Do     | Fr     | Sa     | So     |
| ------ | ------ | ------ | ------ | ------ | ------ | ------ | ------ |
| 53     |        |        |        |        | 1      | 2      | 3      |
| 1      | 4      | 5      | 6      | 7      | 8      | 9      | 10     |
| 2      | 11     | 12     | 13     | 14     | 15     | 16     | 17     |
| 3      | 18     | 19     | 20     | 21     | 22     | 23     | 24     |
| 4      | 25     | 26     | 27     | 28     | 29     | 30     | 31     |

| Februar | Februar | Februar | Februar | Februar | Februar | Februar | Februar |
| Kw      | Mo      | Di      | Mi      | Do      | Fr      | Sa      | So      |
| ------- | ------- | ------- | ------- | ------- | ------- | ------- | ------- |
| 5       | 1       | 2       | 3       | 4       | 5       | 6       | 7       |
| 6       | 8       | 9       | 10      | 11      | 12      | 13      | 14      |
| 7       | 15      | 16      | 17      | 18      | 19      | 20      | 21      |
| 8       | 22      | 23      | 24      | 25      | 26      | 27      | 28      |

| März | März | März | März | März | März | März | März |
| Kw   | Mo   | Di   | Mi   | Do   | Fr   | Sa   | So   |
| ---- | ---- | ---- | ---- | ---- | ---- | ---- | ---- |
| 9    | 1    | 2    | 3    | 4    | 5    | 6    | 7    |
| 10   | 8    | 9    | 10   | 11   | 12   | 13   | 14   |
| 11   | 15   | 16   | 17   | 18   | 19   | 20   | 21   |
| 12   | 22   | 23   | 24   | 25   | 26   | 27   | 28   |
| 13   | 29   | 30   | 31   |      |      |      |      |

| April | April | April | April | April | April | April | April |
| Kw    | Mo    | Di    | Mi    | Do    | Fr    | Sa    | So    |
| ----- | ----- | ----- | ----- | ----- | ----- | ----- | ----- |
| 13    |       |       |       | 1     | 2     | 3     | 4     |
| 14    | 5     | 6     | 7     | 8     | 9     | 10    | 11    |
| 15    | 12    | 13    | 14    | 15    | 16    | 17    | 18    |
| 16    | 19    | 20    | 21    | 22    | 23    | 24    | 25    |
| 17    | 26    | 27    | 28    | 29    | 30    |       |       |

| Mai | Mai | Mai | Mai | Mai | Mai | Mai | Mai |
| Kw  | Mo  | Di  | Mi  | Do  | Fr  | Sa  | So  |
| --- | --- | --- | --- | --- | --- | --- | --- |
| 17  |     |     |     |     |     | 1   | 2   |
| 18  | 3   | 4   | 5   | 6   | 7   | 8   | 9   |
| 19  | 10  | 11  | 12  | 13  | 14  | 15  | 16  |
| 20  | 17  | 18  | 19  | 20  | 21  | 22  | 23  |
| 21  | 24  | 25  | 26  | 27  | 28  | 29  | 30  |
| 22  | 31  |     |     |     |     |     |     |

| Juni | Juni | Juni | Juni | Juni | Juni | Juni | Juni |
| Kw   | Mo   | Di   | Mi   | Do   | Fr   | Sa   | So   |
| ---- | ---- | ---- | ---- | ---- | ---- | ---- | ---- |
| 22   |      | 1    | 2    | 3    | 4    | 5    | 6    |
| 23   | 7    | 8    | 9    | 10   | 11   | 12   | 13   |
| 24   | 14   | 15   | 16   | 17   | 18   | 19   | 20   |
| 25   | 21   | 22   | 23   | 24   | 25   | 26   | 27   |
| 26   | 28   | 29   | 30   |      |      |      |      |

| Juli | Juli | Juli | Juli | Juli | Juli | Juli | Juli |
| Kw   | Mo   | Di   | Mi   | Do   | Fr   | Sa   | So   |
| ---- | ---- | ---- | ---- | ---- | ---- | ---- | ---- |
| 26   |      |      |      | 1    | 2    | 3    | 4    |
| 27   | 5    | 6    | 7    | 8    | 9    | 10   | 11   |
| 28   | 12   | 13   | 14   | 15   | 16   | 17   | 18   |
| 29   | 19   | 20   | 21   | 22   | 23   | 24   | 25   |
| 30   | 26   | 27   | 28   | 29   | 30   | 31   |      |

| August | August | August | August | August | August | August | August |
| Kw     | Mo     | Di     | Mi     | Do     | Fr     | Sa     | So     |
| ------ | ------ | ------ | ------ | ------ | ------ | ------ | ------ |
| 30     |        |        |        |        |        |        | 1      |
| 31     | 2      | 3      | 4      | 5      | 6      | 7      | 8      |
| 32     | 9      | 10     | 11     | 12     | 13     | 14     | 15     |
| 33     | 16     | 17     | 18     | 19     | 20     | 21     | 22     |
| 34     | 23     | 24     | 25     | 26     | 27     | 28     | 29     |
| 35     | 30     | 31     |        |        |        |        |        |

| September | September | September | September | September | September | September | September |
| Kw        | Mo        | Di        | Mi        | Do        | Fr        | Sa        | So        |
| --------- | --------- | --------- | --------- | --------- | --------- | --------- | --------- |
| 35        |           |           | 1         | 2         | 3         | 4         | 5         |
| 36        | 6         | 7         | 8         | 9         | 10        | 11        | 12        |
| 37        | 13        | 14        | 15        | 16        | 17        | 18        | 19        |
| 38        | 20        | 21        | 22        | 23        | 24        | 25        | 26        |
| 39        | 27        | 28        | 29        | 30        |           |           |           |

| Oktober | Oktober | Oktober | Oktober | Oktober | Oktober | Oktober | Oktober |
| Kw      | Mo      | Di      | Mi      | Do      | Fr      | Sa      | So      |
| ------- | ------- | ------- | ------- | ------- | ------- | ------- | ------- |
| 39      |         |         |         |         | 1       | 2       | 3       |
| 40      | 4       | 5       | 6       | 7       | 8       | 9       | 10      |
| 41      | 11      | 12      | 13      | 14      | 15      | 16      | 17      |
| 42      | 18      | 19      | 20      | 21      | 22      | 23      | 24      |
| 43      | 25      | 26      | 27      | 28      | 29      | 30      | 31      |

| November | November | November | November | November | November | November | November |
| Kw       | Mo       | Di       | Mi       | Do       | Fr       | Sa       | So       |
| -------- | -------- | -------- | -------- | -------- | -------- | -------- | -------- |
| 44       | 1        | 2        | 3        | 4        | 5        | 6        | 7        |
| 45       | 8        | 9        | 10       | 11       | 12       | 13       | 14       |
| 46       | 15       | 16       | 17       | 18       | 19       | 20       | 21       |
| 47       | 22       | 23       | 24       | 25       | 26       | 27       | 28       |
| 48       | 29       | 30       |          |          |          |          |          |

| Dezember | Dezember | Dezember | Dezember | Dezember | Dezember | Dezember | Dezember |
| Kw       | Mo       | Di       | Mi       | Do       | Fr       | Sa       | So       |
| -------- | -------- | -------- | -------- | -------- | -------- | -------- | -------- |
| 48       |          |          | 1        | 2        | 3        | 4        | 5        |
| 49       | 6        | 7        | 8        | 9        | 10       | 11       | 12       |
| 50       | 13       | 14       | 15       | 16       | 17       | 18       | 19       |
| 51       | 20       | 21       | 22       | 23       | 24       | 25       | 26       |
| 52       | 27       | 28       | 29       | 30       | 31       |          |          |

| Januar | Januar | Januar | Januar | Januar | Januar | Januar | Januar |
| Kw     | Mo     | Di     | Mi     | Do     | Fr     | Sa     | So     |
| ------ | ------ | ------ | ------ | ------ | ------ | ------ | ------ |
| 53     |        |        |        |        | 1      | 2      | 3      |
| 1      | 4      | 5      | 6      | 7      | 8      | 9      | 10     |
| 2      | 11     | 12     | 13     | 14     | 15     | 16     | 17     |
| 3      | 18     | 19     | 20     | 21     | 22     | 23     | 24     |
| 4      | 25     | 26     | 27     | 28     | 29     | 30     | 31     |

| Februar | Februar | Februar | Februar | Februar | Februar | Februar | Februar |
| Kw      | Mo      | Di      | Mi      | Do      | Fr      | Sa      | So      |
| ------- | ------- | ------- | ------- | ------- | ------- | ------- | ------- |
| 5       | 1       | 2       | 3       | 4       | 5       | 6       | 7       |
| 6       | 8       | 9       | 10      | 11      | 12      | 13      | 14      |
| 7       | 15      | 16      | 17      | 18      | 19      | 20      | 21      |
| 8       | 22      | 23      | 24      | 25      | 26      | 27      | 28      |

| März | März | März | März | März | März | März | März |
| Kw   | Mo   | Di   | Mi   | Do   | Fr   | Sa   | So   |
| ---- | ---- | ---- | ---- | ---- | ---- | ---- | ---- |
| 9    | 1    | 2    | 3    | 4    | 5    | 6    | 7    |
| 10   | 8    | 9    | 10   | 11   | 12   | 13   | 14   |
| 11   | 15   | 16   | 17   | 18   | 19   | 20   | 21   |
| 12   | 22   | 23   | 24   | 25   | 26   | 27   | 28   |
| 13   | 29   | 30   | 31   |      |      |      |      |

| April | April | April | April | April | April | April | April |
| Kw    | Mo    | Di    | Mi    | Do    | Fr    | Sa    | So    |
| ----- | ----- | ----- | ----- | ----- | ----- | ----- | ----- |
| 13    |       |       |       | 1     | 2     | 3     | 4     |
| 14    | 5     | 6     | 7     | 8     | 9     | 10    | 11    |
| 15    | 12    | 13    | 14    | 15    | 16    | 17    | 18    |
| 16    | 19    | 20    | 21    | 22    | 23    | 24    | 25    |
| 17    | 26    | 27    | 28    | 29    | 30    |       |       |

| Mai | Mai | Mai | Mai | Mai | Mai | Mai | Mai |
| Kw  | Mo  | Di  | Mi  | Do  | Fr  | Sa  | So  |
| --- | --- | --- | --- | --- | --- | --- | --- |
| 17  |     |     |     |     |     | 1   | 2   |
| 18  | 3   | 4   | 5   | 6   | 7   | 8   | 9   |
| 19  | 10  | 11  | 12  | 13  | 14  | 15  | 16  |
| 20  | 17  | 18  | 19  | 20  | 21  | 22  | 23  |
| 21  | 24  | 25  | 26  | 27  | 28  | 29  | 30  |
| 22  | 31  |     |     |     |     |     |     |

| Juni | Juni | Juni | Juni | Juni | Juni | Juni | Juni |
| Kw   | Mo   | Di   | Mi   | Do   | Fr   | Sa   | So   |
| ---- | ---- | ---- | ---- | ---- | ---- | ---- | ---- |
| 22   |      | 1    | 2    | 3    | 4    | 5    | 6    |
| 23   | 7    | 8    | 9    | 10   | 11   | 12   | 13   |
| 24   | 14   | 15   | 16   | 17   | 18   | 19   | 20   |
| 25   | 21   | 22   | 23   | 24   | 25   | 26   | 27   |
| 26   | 28   | 29   | 30   |      |      |      |      |

| Juli | Juli | Juli | Juli | Juli | Juli | Juli | Juli |
| Kw   | Mo   | Di   | Mi   | Do   | Fr   | Sa   | So   |
| ---- | ---- | ---- | ---- | ---- | ---- | ---- | ---- |
| 26   |      |      |      | 1    | 2    | 3    | 4    |
| 27   | 5    | 6    | 7    | 8    | 9    | 10   | 11   |
| 28   | 12   | 13   | 14   | 15   | 16   | 17   | 18   |
| 29   | 19   | 20   | 21   | 22   | 23   | 24   | 25   |
| 30   | 26   | 27   | 28   | 29   | 30   | 31   |      |

| August | August | August | August | August | August | August | August |
| Kw     | Mo     | Di     | Mi     | Do     | Fr     | Sa     | So     |
| ------ | ------ | ------ | ------ | ------ | ------ | ------ | ------ |
| 30     |        |        |        |        |        |        | 1      |
| 31     | 2      | 3      | 4      | 5      | 6      | 7      | 8      |
| 32     | 9      | 10     | 11     | 12     | 13     | 14     | 15     |
| 33     | 16     | 17     | 18     | 19     | 20     | 21     | 22     |
| 34     | 23     | 24     | 25     | 26     | 27     | 28     | 29     |
| 35     | 30     | 31     |        |        |        |        |        |

| September | September | September | September | September | September | September | September |
| Kw        | Mo        | Di        | Mi        | Do        | Fr        | Sa        | So        |
| --------- | --------- | --------- | --------- | --------- | --------- | --------- | --------- |
| 35        |           |           | 1         | 2         | 3         | 4         | 5         |
| 36        | 6         | 7         | 8         | 9         | 10        | 11        | 12        |
| 37        | 13        | 14        | 15        | 16        | 17        | 18        | 19        |
| 38        | 20        | 21        | 22        | 23        | 24        | 25        | 26        |
| 39        | 27        | 28        | 29        | 30        |           |           |           |

| Oktober | Oktober | Oktober | Oktober | Oktober | Oktober | Oktober | Oktober |
| Kw      | Mo      | Di      | Mi      | Do      | Fr      | Sa      | So      |
| ------- | ------- | ------- | ------- | ------- | ------- | ------- | ------- |
| 39      |         |         |         |         | 1       | 2       | 3       |
| 40      | 4       | 5       | 6       | 7       | 8       | 9       | 10      |
| 41      | 11      | 12      | 13      | 14      | 15      | 16      | 17      |
| 42      | 18      | 19      | 20      | 21      | 22      | 23      | 24      |
| 43      | 25      | 26      | 27      | 28      | 29      | 30      | 31      |

| November | November | November | November | November | November | November | November |
| Kw       | Mo       | Di       | Mi       | Do       | Fr       | Sa       | So       |
| -------- | -------- | -------- | -------- | -------- | -------- | -------- | -------- |
| 44       | 1        | 2        | 3        | 4        | 5        | 6        | 7        |
| 45       | 8        | 9        | 10       | 11       | 12       | 13       | 14       |
| 46       | 15       | 16       | 17       | 18       | 19       | 20       | 21       |
| 47       | 22       | 23       | 24       | 25       | 26       | 27       | 28       |
| 48       | 29       | 30       |          |          |          |          |          |

| Dezember | Dezember | Dezember | Dezember | Dezember | Dezember | Dezember | Dezember |
| Kw       | Mo       | Di       | Mi       | Do       | Fr       | Sa       | So       |
| -------- | -------- | -------- | -------- | -------- | -------- | -------- | -------- |
| 48       |          |          | 1        | 2        | 3        | 4        | 5        |
| 49       | 6        | 7        | 8        | 9        | 10       | 11       | 12       |
| 50       | 13       | 14       | 15       | 16       | 17       | 18       | 19       |
| 51       | 20       | 21       | 22       | 23       | 24       | 25       | 26       |
| 52       | 27       | 28       | 29       | 30       | 31       |          |          |

## Ereignisse

### Politik und Weltgeschehen

#### Neunjähriger Krieg

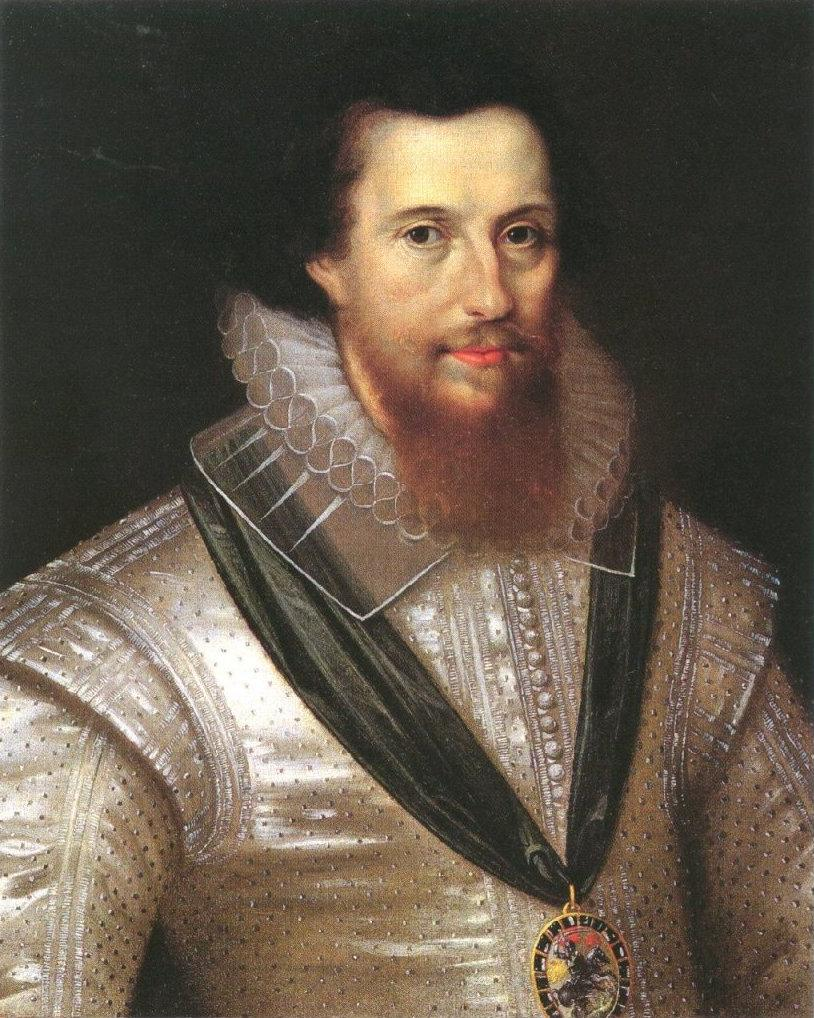
Robert Devereux, 2. Earl of Essex

- April: Robert Devereux, 2. Earl of Essex, Lord Lieutenant of Ireland, trifft im Neunjährigen Krieg mit einer großen englischen Armee in Dublin ein, vermeidet allerdings vorläufig eine direkte Konfrontation mit den irischen Truppen Hugh O’Neills. Stattdessen unternimmt er Streifzüge durch die Provinz Munster. Am 25. Mai beginnt er mit der Belagerung von Cahir Castle, die nach fünf Tagen mit der Einnahme der Burg endet.
- 15. August: Die irischen Rebellen siegen in der Schlacht am Curlew Pass. Nach diesem Sieg gibt es eine erhöhte Rate von Deserteuren irischer Soldaten in den Reihen der englischen Armee. Wenig später schließt Devereux gegen den Willen der englischen Regierung Elisabeths I. einen Waffenstillstand mit Hugh O’Neill.
- Am 24. September verlässt Robert Devereux Irland und erreicht am 28. September London. Nach einem Verhör durch den Privy Council wird er für zehn Monate unter Hausarrest gestellt.

#### Weitere Ereignisse in Europa

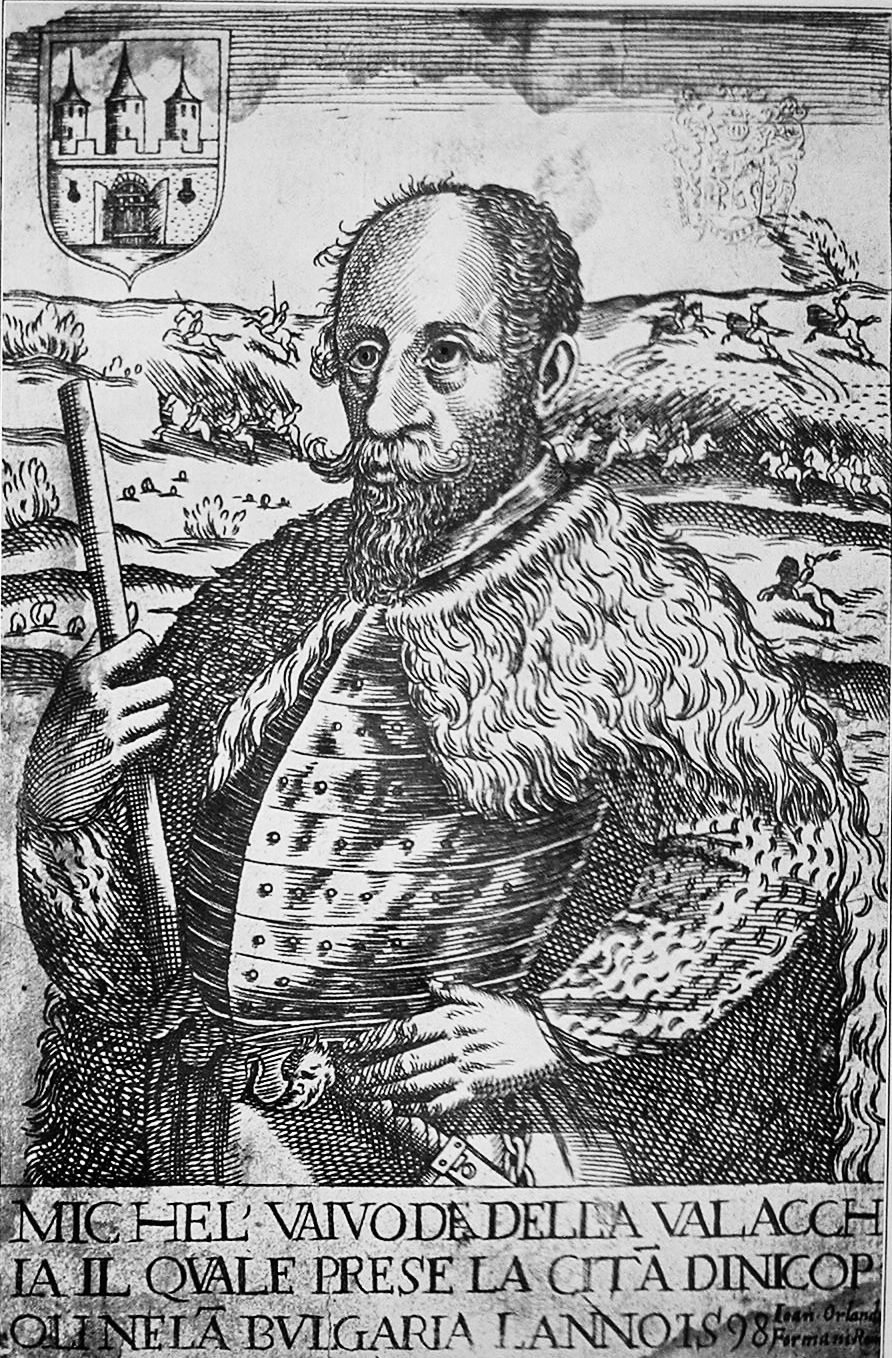
Mihai Viteazul

- 28. Oktober: Mihai Viteazul, Fürst der Walachei, erringt als Verbündeter der Habsburger im Zuge des Langen Türkenkrieges bei Şelimbăr einen Sieg gegen den mit dem Osmanischen Reich verbündeten Andreas Báthory, der kurzzeitig die Landesherrschaft über Siebenbürgen von seinem Vetter Sigismund Báthory übernommen hat. Anschließend vollzieht er – gegen den Willen der habsburgischen Verbündeten – die Vereinigung Siebenbürgens mit der Walachei.
- Der schwedische Reichstag setzt König Sigismund III. Wasa ab. Nachfolger wird – zunächst als Reichsverweser – Karl IX., der aber erst nach einigen Diskussionen 1607 gekrönt wird.
- Mit dem Geraer Hausvertrag wird die Erbfolge in der Mark Brandenburg und in den fränkischen Gebieten der Hohenzollern verbindlich geregelt.

#### Asien
- Mit englischer Unterstützung reformiert Schah Abbas I. die persische Armee.
- Die birmanische Hauptstadt Pegu wird von den Truppen Arakans und portugiesischen Söldnern erobert und gebrandschatzt. In den folgenden 14 Jahren bleibt Birma ohne einheitliche Oberherrschaft.

#### Entdeckungsreisen

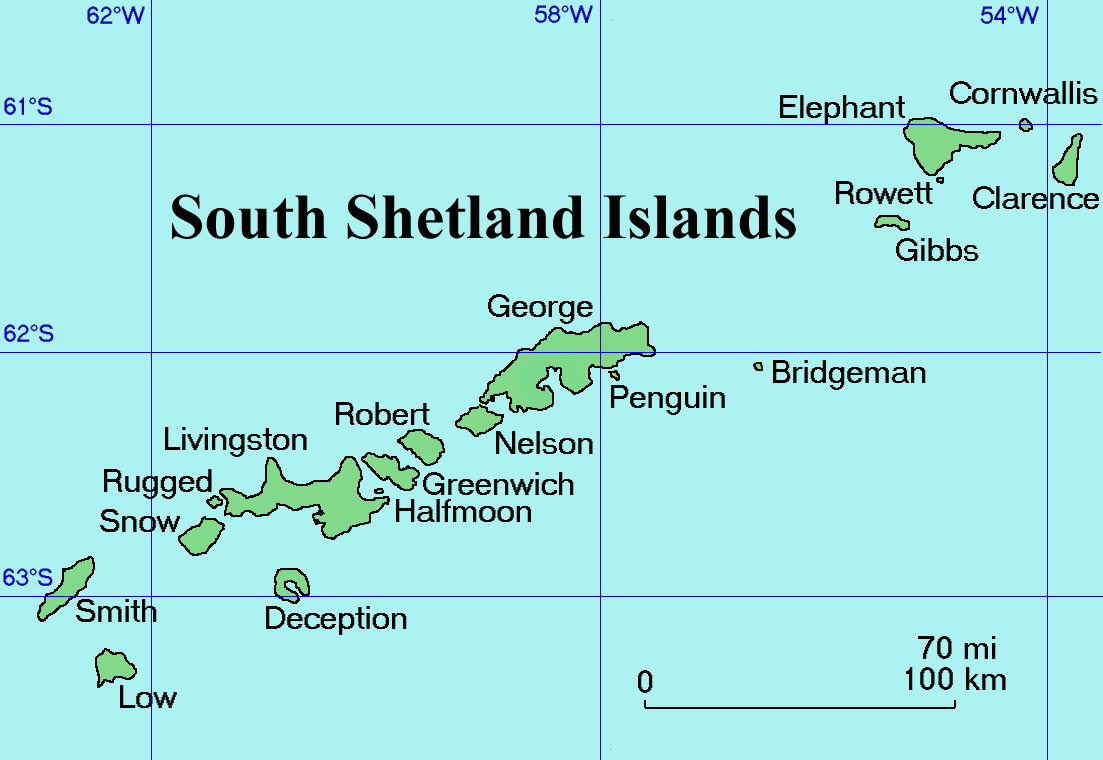
Karte der Südlichen Shetlandinseln

- Der Niederländer Dirck Gerritz Pomp entdeckt angeblich die Südlichen Shetlandinseln als erstes Land im Südpolargebiet.

#### Stadtgründungen

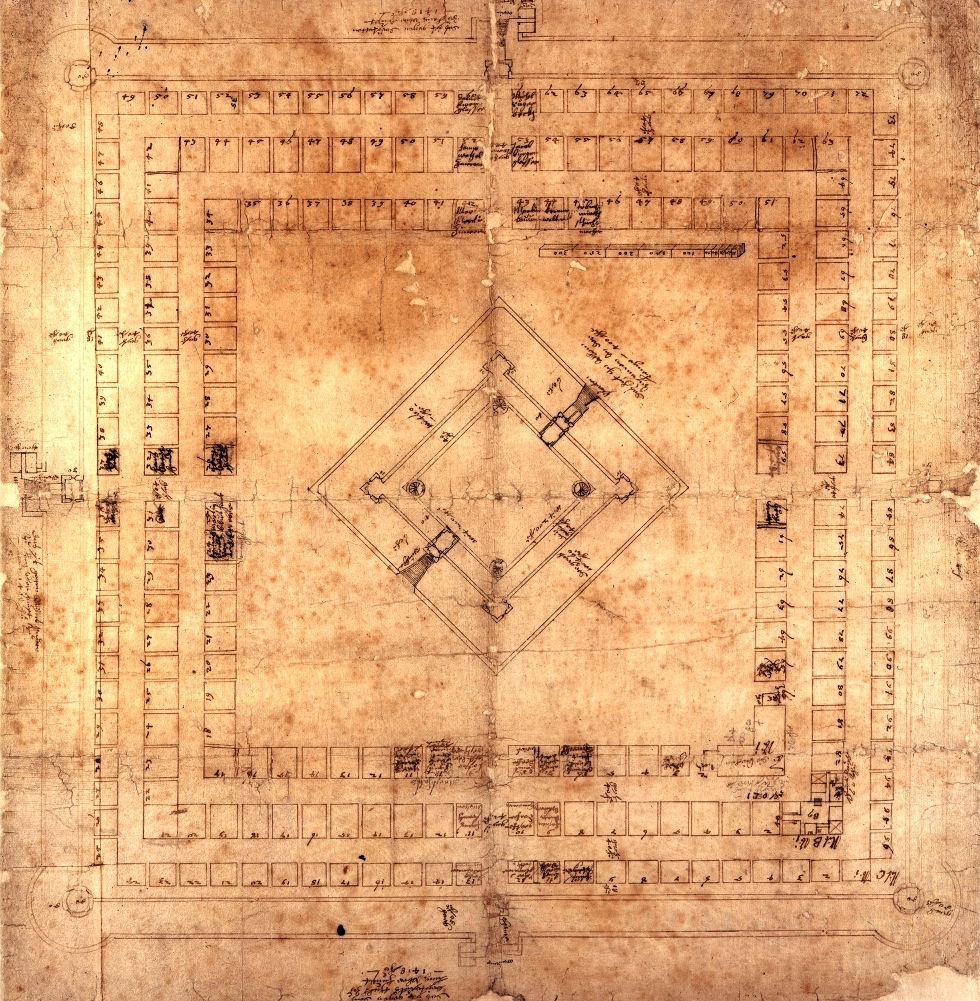
Dritter und endgültiger Entwurf von Heinrich Schickhardt für die Residenzstadt Freudenstadt 1599

- 22. März: Freudenstadt wird durch den württembergischen Herzog Friedrich I. als geplante Residenzstadt gegründet.
- 25. Dezember: Portugiesen gründen in Brasilien die Stadt Natal, die um das im Vorjahr errichtete Forte dos Reis Magos erbaut wird.

### Wirtschaft

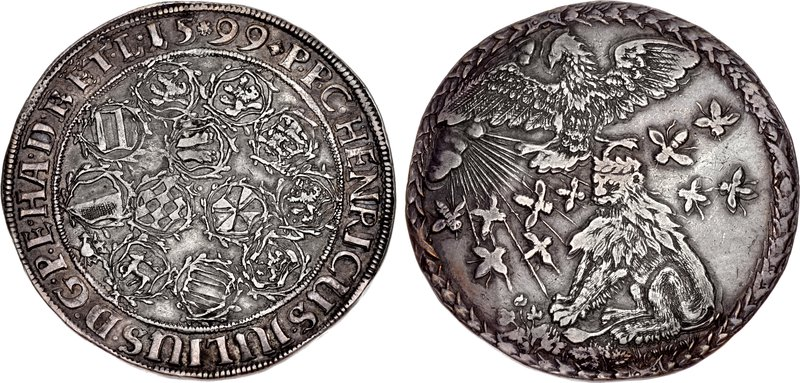
Mückentaler von 1599

- Herzog Heinrich Julius zu Braunschweig und Lüneburg, Fürst von Braunschweig-Wolfenbüttel, lässt als Propagandamittel den sogenannten Mückentaler prägen.
- In Innsbruck wird die Glockengießerei Grassmayr gegründet.

### Wissenschaft und Technik
- Federico Baldissera Bartolomeo Cornaro gründet gemeinsam mit 25 Gelehrten, unter ihnen auch Galileo Galilei, in seinem Haus in Venedig die Academia dei Ricovrati. Die vom Renaissance-Humanismus inspirierte Bildungseinrichtung will nach dem Vorbild der Platonischen Akademie herausragende Persönlichkeiten aus Gesellschaft, Kunst, Natur- und Geisteswissenschaften zu fruchtbarem Austausch zusammenführen.
- Peter Lowe gründet mit königlicher Bewilligung das Royal College of Physicians and Surgeons of Glasgow.

### Kultur

#### Bildende Kunst

Martyrium des Hl. Matthäus

- Michelangelo Merisi da Caravaggio malt das Martyrium des Hl. Matthäus. Das frühbarocke Werk ist eine kirchliche Auftragsarbeit für die Contarelli-Kapelle der Kirche San Luigi dei Francesi in Rom. Das Werk und die beiden anderen Gemälde der Contarelli-Kapelle erregen bei ihrer Enthüllung großes Aufsehen und tragen dazu bei, dass Caravaggio in den nächsten Jahren zahlreiche lukrative Aufträge erhält.

#### Musik und Theater
- um den 15. Oktober: Die mit William Shakespeare rivalisierende Theatergruppe der Lord Chamberlain’s Men führen das Stück The Life of Sir John Oldcastle von Anthony Munday und Michael Drayton erstmals auf. Das Stück ist eine Reaktion auf Shakespeares Drama Heinrich IV., in dem der historische John Oldcastle verfremdet als Charakter Falstaff auftritt, der sich durch seine Trunk- und Fresssucht auszeichnet.
- Das Globe Theatre und das Fortune Playhouse in London werden erbaut.
- William Shakespeare verfasst die Komödie Much Ado About Nothing.

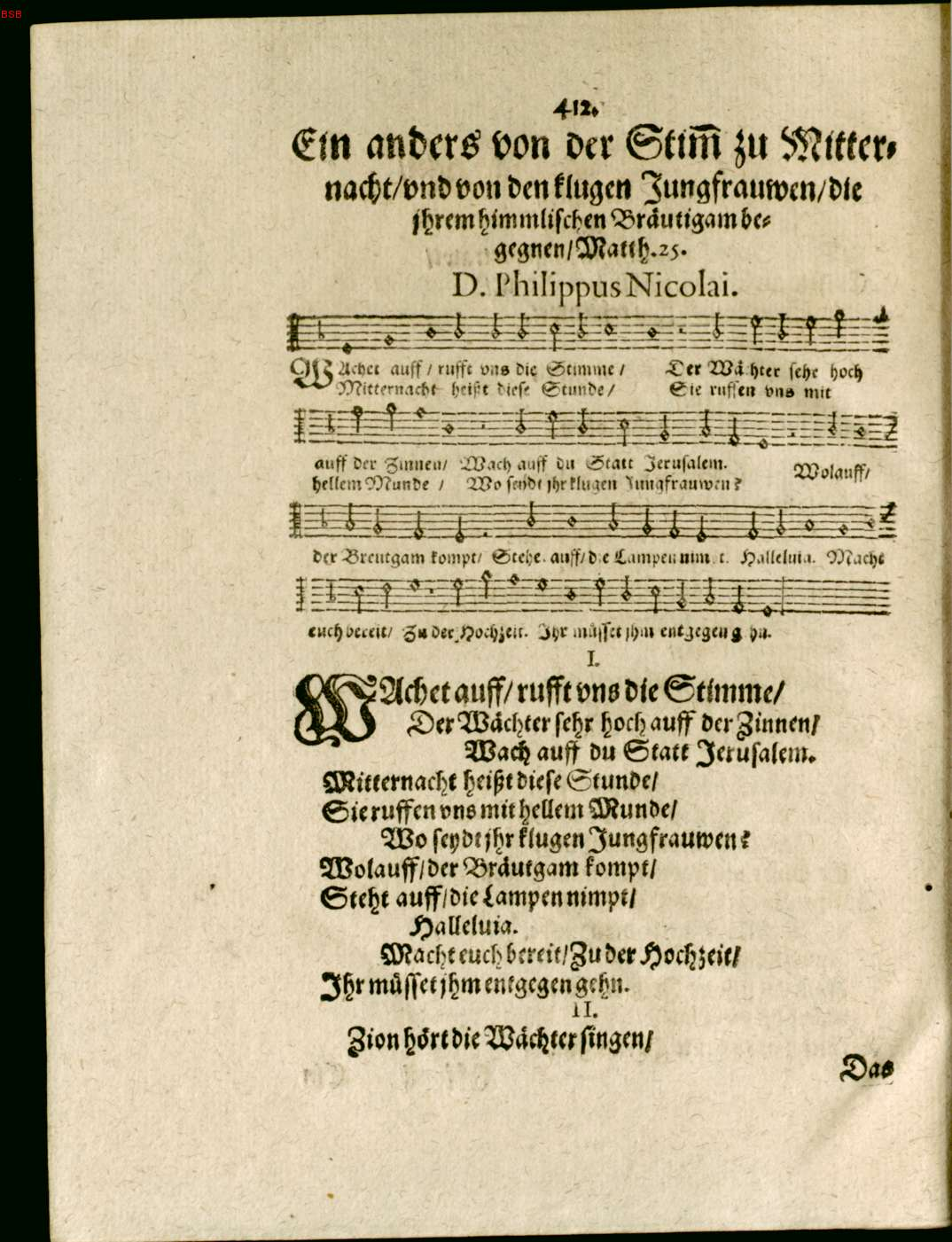
Anhang in Nicolais Freudenspiegel des ewigen Lebens

- Philipp Nicolai veröffentlicht das Buch Freudenspiegel des ewigen Lebens, das im Anhang das Kirchenlied Wachet auf, ruft uns die Stimme beinhaltet.
- um 1599: William Shakespeares Drama Heinrich V. hat seine Uraufführung. Das sehr nationalistische Stück enthält unter anderem die berühmte St.-Crispins-Tag-Rede.

### Gesellschaft
- 11. September: Die Patrizierin Beatrice Cenci wird gemeinsam mit ihrer Stiefmutter Lucrezia und ihrem Bruder Giacomo wegen der Anstiftung zum Mord an ihrem Vater hingerichtet, nachdem Papst Clemens VIII. trotz der Intervention zahlreicher hochgestellter Persönlichkeiten eine Begnadigung abgelehnt hat.

### Religion
- 22. Februar: Nach einem knappen Jahr im Amt stirbt Garcia de Loaysa Giron, Erzbischof von Toledo. Unter dem Einfluss des spanischen Ersten Ministers Francisco Gómez de Sandoval y Rojas wird Bernardo de Sandoval y Rojas zu seinem Nachfolger bestimmt.

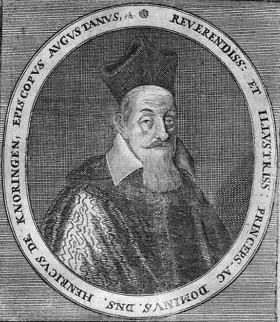
Bischof Heinrich von Knöringen; zeitgenössischer Stich

- 13. Juni: Heinrich V. von Knöringen wird als Nachfolger des im Vorjahr verstorbenen Johann Otto von Gemmingen Bischof von Augsburg.
- 20. bis 26. Juni: Auf der vom katholischen Erzbischof Aleixo de Menezes im Ort Udayampur im heutigen indischen Bundesstaat Kerala einberufenen Synode von Diamper werden Beschlüsse zur vollständigen Einordnung der seit apostolischer Zeit in Südindien ansässigen Thomaschristen unter den lateinischen Ritus der katholischen Kirche gefasst. Die Synode bzw. ihre Beschlüsse wird jedoch nie von Rom bestätigt.
- 7. November: Mit den unter Vermittlung der niederländischen Generalstaaten zustandegekommenen Emder Konkordaten zwischen Graf Enno III. und den ostfriesischen Ständen wurde das reformierte neben dem lutherischen Bekenntnis in Ostfriesland als gleichberechtigt anerkannt.
- Das Stafforter Buch wird im Auftrag des Markgrafen Ernst Friedrich von Baden-Durlach in der Druckerei des Stafforter Schlosses hergestellt. Das umstrittene Ziel die lutheranische mit der calvinistischen Lehre im eigenen Herrschaftsgebiet zu versöhnen.

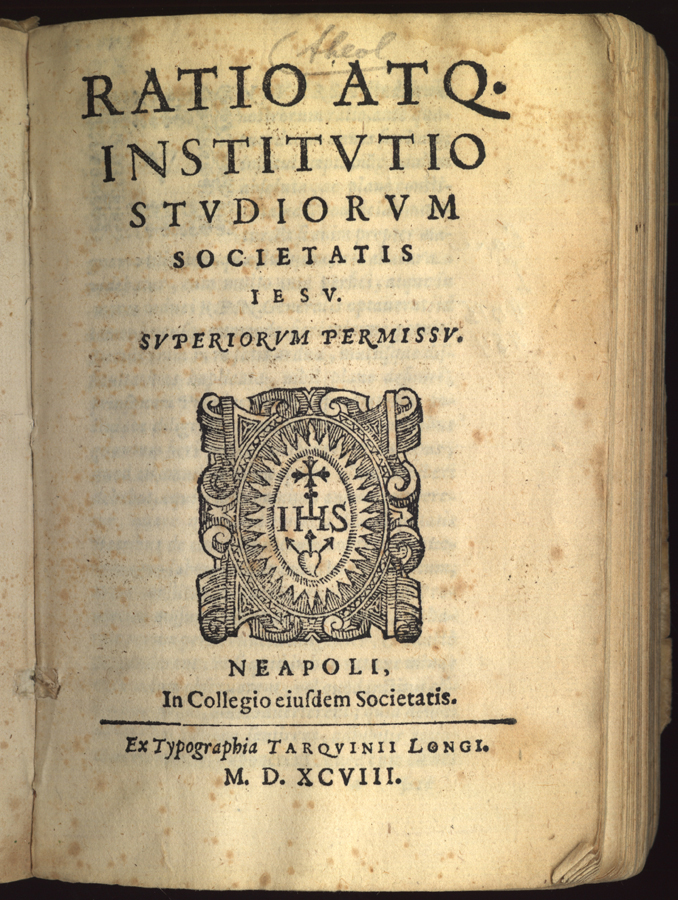
Die Ratio Studiorum

- Ordensgeneral Claudio Acquaviva erlässt die Ratio Studiorum, mit der das Unterrichtswesen im Jesuitenorden geregelt wird.

## Historische Karten und Ansichten

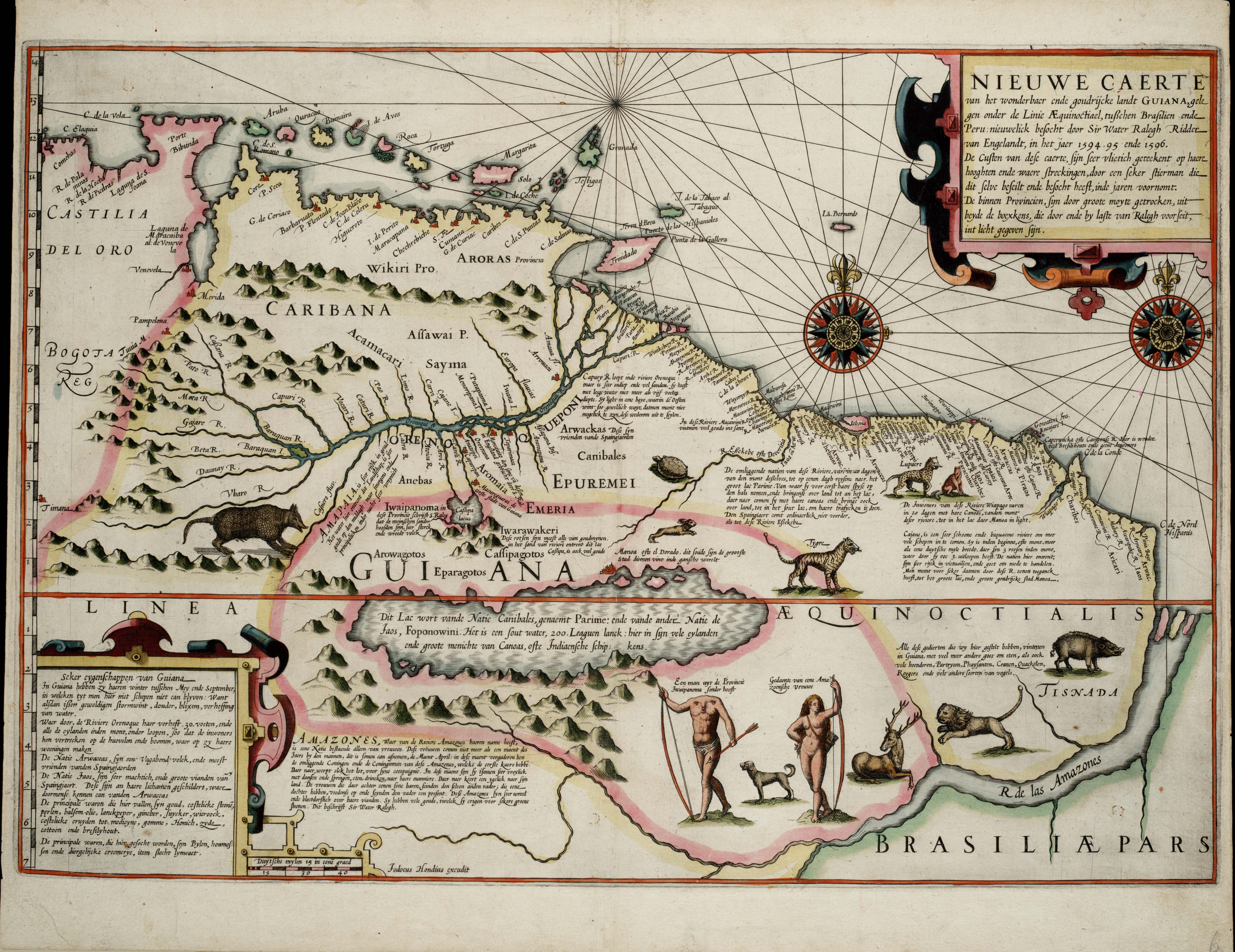
Karte Guyanas 1599

## Geboren

### Erstes Halbjahr
- 26. Januar: Heinrich Rantzau der Jüngere, Enkel des Statthalters Heinrich, durch seine Orientreise bekannt († 1674)
- 30. Januar: Hans Georg von Schleinitz, deutscher Verwaltungsbeamter und Gelegenheitsdichter († 1666)
- 31. Januar: Juraj Zrinski, Ban von Kroatien († 1626)
- 12. Februar: Friedrich, Herzog von Sachsen-Altenburg und Herzog von Jülich-Kleve-Berg († 1625)
- 13. Februar: Fabio Chigi, als Alexander VII. Papst der katholischen Kirche († 1667)
- 21. Februar: Giovanni Battista Vanni, italienischer Maler und Radierer († 1660)
- 17. März: Friedrich Runge, erster brandenburgischer Kanzler in Hinterpommern († 1655)
- 22. März: Anthonis van Dyck, flämischer Maler († 1641)
- 12. April: Matthias Pasor, deutscher Theologe, Mathematiker und Linguist († 1658)

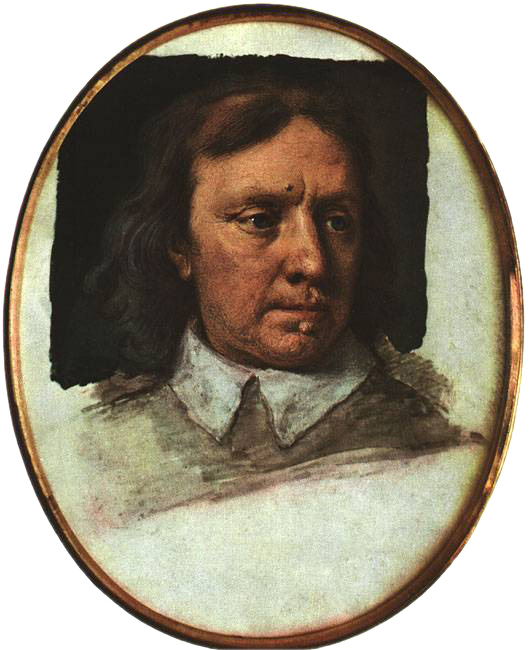
Oliver Cromwell

- 25. April: Oliver Cromwell, Lordprotektor von England, Schottland und Irland († 1658)
- 15. Mai: Statius Speckhan, Bremer Bürgermeister und königlich-schwedischer Geheimrat († 1679)
- 01. Juni: Elisabeth Lukretia, Herzogin von Teschen († 1653)

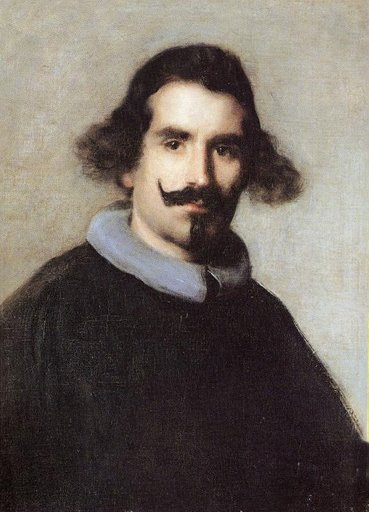
Diego Velázquez

- 06. Juni: Diego Rodríguez de Silva y Velázquez, spanischer Maler († 1660)
- 29. Juni: Antoine Brun, Diplomat in spanischen Diensten († 1654)

### Zweites Halbjahr
- 07. Juli: Johann Zeisold, deutscher Physiker († 1667)
- 12. Juli: Johann Wolfart van Brederode, Armeeoberkommandierender der Republik der Vereinigten Niederlande († 1655)
- 22. Juli: Hans Conrad Gyger, Schweizer Kartograf und Ingenieur († 1674)
- 23. Juli: Stephan Hansen Stephanius, dänischer Philologe und Historiker († 1650)
- 27. Juli: Albrecht, Herzog von Sachsen-Eisenach († 1644)

- 11. August: Christian II., Fürst von Anhalt-Bernburg und Tagebuchschreiber († 1656)
- 16. August: Diego López de Pacheco Cabrera y Bobadilla, Vizekönig von Neuspanien und Vizekönig von Navarra († 1653)
- 27. August: Francisco López de Zúñiga y Meneses, spanischer Offizier und Gouverneur von Chile († 1655)

- 02. September: David Auerbach, deutscher Theologe († 1647)
- 08. September: Hartwig von Passow, deutscher Politiker und Diplomat († 1644)
- 11. September: Gottfried Cundisius, deutscher lutherischer Theologe († 1651)
- 20. September: Christian von Braunschweig-Wolfenbüttel, Feldherr im Dreißigjährigen Krieg († 1626)
- 25. September: Francesco Borromini, italienischer Baumeister († 1667)

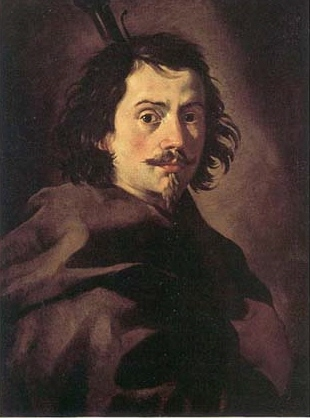
Francesco Borromini, anonymes Jugendporträt

- 11. Oktober: Abraham de Fabert, französischer Heerführer und Militäringenieur, Marschall von Frankreich († 1662)
- 15. Oktober: Cornelis de Graeff, Regent und Bürgermeister von Amsterdam  († 1664)
- 11. November: Ottavio Piccolomini, General im Dreißigjährigen Krieg († 1656)
- 15. November: Werner Rolfinck, deutscher Arzt, Naturforscher und Botaniker († 1673)
- 30. November: Andrea Sacchi, italienischer Maler († 1661)
- 000November: Edward Reynolds, Bischof von Norwich († 1676)

- 11. Dezember: Pieter Codde, niederländischer Maler († 1678)
- 12. Dezember: Johannes Hornschuch, deutscher Philologe und Pädagoge († 1663)
- 20. Dezember: Niels Trolle, dänischer Staatsmann und Admiral († 1667)
- 28. Dezember: Gabriel Bucelinus, deutscher Benediktiner, Humanist und Universalgelehrter († 1681)

### Genaues Geburtsdatum unbekannt
- Pedro Abaunza, spanischer Gelehrter († 1649)
- Giacinto Cornacchioli, italienischer Komponist, Sänger und Organist († 1673)
- Lion Gardiner, englischer Offizier († 1663)
- Prasat Thong, König des siamesischen Königreiches von Ayutthaya († 1656)

## Gestorben

### Todesdatum gesichert

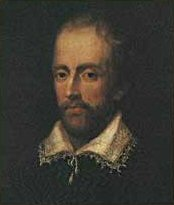
Edmund Spenser

- 10. Januar: Pierre de Saint-Priest d’Épinac, Erzbischof von Lyon (* 1540)
- 13. Januar: Edmund Spenser, englischer Dichter und Zeitgenosse William Shakespeares (* 1552)
- 21. Januar: Anton, Graf von Holstein-Schaumburg und Bischof von Minden (* 1549)

- 01. März: Edzard II., Graf von Ostfriesland (* 1532)
- 09. März: Detlev von Ahlefeldt, Herr auf Osterrade und Haseldorf
- 17. März: Gaspard de Schomberg, kursächsischer Offizier in französischen Diensten (* 1540)

- 10. April: Gabrielle d’Estrées, die Geliebte Heinrichs IV. von Frankreich (* 1570)
- 28. April: Josias Marcus, deutscher Rechtswissenschaftler und Beamter (* 1524)

- 01. Mai: Johann VII. von Schönenberg, Kurfürst und Erzbischof von Trier (* 1525)
- 28. Mai: Maria von Nassau, Gräfin von Nassau, Katzenelnbogen, Vianden und Diez (* 1539)

- 02. Juni: Philipp V. von Hanau-Lichtenberg, Graf von Hanau-Lichtenberg (* 1541)
- 05. Juni: Josua Maaler, Schweizer Pfarrer und Lexikograf (* 1529)
- 21. Juni: Bernhard IV. von Angelach-Angelach, deutscher Reichsritter (* 1532)

- 19. Juli: Christoph Vitzthum von Eckstedt, kursächsischer Beamter und Offizier (* 1552)
- 27. Juli: Antonio Riccoboni, italienischer Humanist (* 1541)
- 30. Juli: Philippe Hurault de Cheverny, Siegelbewahrer und Kanzler von Frankreich (* 1528)
- 30. Juli: Philipp Lonicer, deutscher Historiker und evangelischer Theologe (* 1543)

- 03. August: Elisabeth Strupp, Opfer der Hexenverfolgungen in Gelnhausen
- 10. August: Johann Münch, deutscher Rechtswissenschaftler (* 1536)
- 22. August: Luca Marenzio, italienischer Komponist (* 1554)

- 01. September: Cornelis de Houtman, niederländischer Seefahrer (* 1565)
- 09. September: Magdalene von Waldeck, Gräfin von Nassau-Siegen (* 1558)
- 11. September: Beatrice Cenci, römische Patrizierin (* 1577)
- 15. September: Gerard Bontius, niederländischer Mediziner, Botaniker, Mathematiker und Astronom (* 1536/39)

- 18. Oktober: Daniel Adam z Veleslavína, böhmischer Schriftsteller, Historiker und Verleger (* 1546)
- 31. Oktober: Andreas Báthory, Bischof von Ermland und Fürst von Siebenbürgen (* 1563)

- 3. November: Heinrich Cramer von Clausbruch, Leipziger Großkaufmann und Fernhändler (* 1515)
- 8. November: Francisco Guerrero, spanischer Komponist (* 1527/28)

- 11. Dezember: Christoph Ulrich von Pappenheim, deutscher Militär (* 1546)
- 000Dezember: Thomas Byng, englischer Jurist (* vor 1552)

### Genaues Todesdatum unbekannt
- Wendel Dietterlin, deutscher Maler, Baumeister und Bautheoretiker (* um 1550)
- Margaretha von der Marck-Arenberg, Gräfin von Arenberg (* 1527)
- Bartholomäus Ringwaldt, deutscher Dichter und lutherischer Theologe (* 1532)